# Matricaria perforata
Pour les articles homonymes, voir Camomille (homonymie).
Espèce
Espèce
Classification phylogénétique
Statut de conservation UICN

 LC  : Préoccupation mineure
La Matricaire perforée  ou Matricaire inodore ou Camomille inodore (Tripleurospermum inodorum) est une espèce de plantes à fleurs dicotylédones  de la famille des Asteraceae, originaire d'Eurasie et d'Afrique du Nord.
C'est une plante herbacée annuelle qui se comporte comme une mauvaise herbe des cultures. Elle a été introduite en Amérique du Nord où elle est considérée comme une plante envahissante.

## Taxonomie
Cette espèce, classée à l'origine dans le genre Matricaria (basionyme : Matricaria inodora L. 1755), a fait l'objet d'une certaine controverse, avec beaucoup de révisions au cours des dernières années.
Dans la Flora Europaea, elle est désignée par le binôme Matricaria perforata Mérat.

### Synonymes
- Tripleurospermum perforatum (Mérat) Lainz
- Tripleurospermum inodorum
- Matricaria inodora
- Matricaria maritima  subsp. inodorum
- Matricaria perforata Mérat
- Tripleurospermum maritimum subsp. inodorum (L.) Hyl. ex Vaar.

### Liste des variétés
Selon Tropicos (20 mars 2016) :
- Tripleurospermum inodorum var. maritimum (L.) Sch. Bip.

## Description

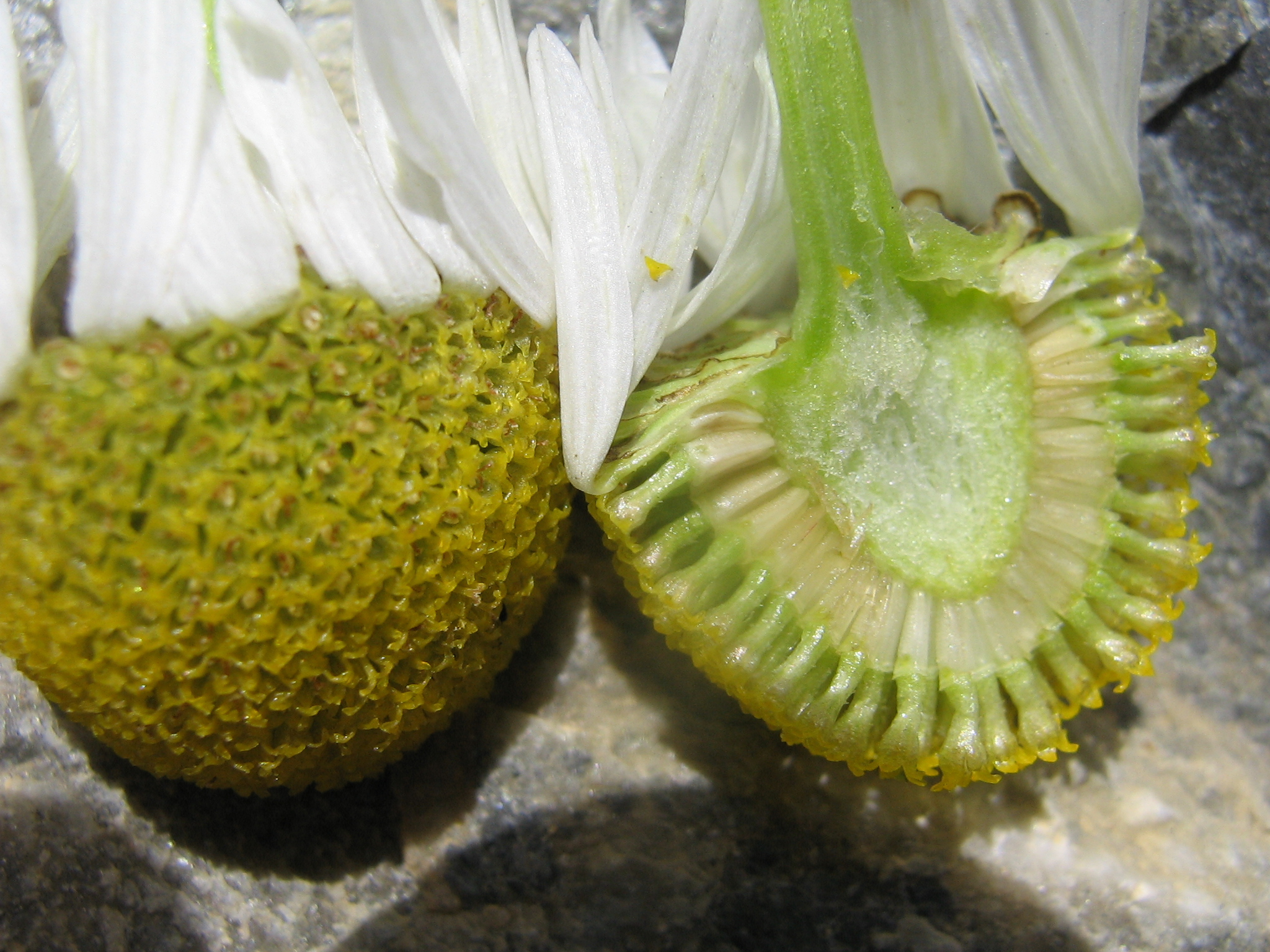
Réceptacle floral plein.

Cette plante annuelle glabre, aromatique, mesure de 20 à 60 cm de hauteur. De port dressé ou ascendant, rameuse, elle porte des feuilles bipennatiséquées à segments presque filiformes. Les fleurs présentent un involucre membraneux à folioles intérieures oblongues-obovales. 
Les fruits sont des akènes très petits (1 mm) d'un blanc jaunâtre, grossièrement cylindriques, un peu arqués, avec 5 côtés filiformes sur la face interne, lisses sur le dos à disque épigyne très oblique uni d'un rebord très court. Le réceptacle floral creux a une forme conique et aigüe. Les capitules sont de taille relativement petite (2 cm de diamètre) et disposés en corymbe. Les fleurons du centre sont jaunes, les ligules blanches.
Elle se différencie de Matricaria chamomilla par la présence d'un réceptacle floral plein.

## Écologie
Champs, bords des chemins, lieux incultes.

## Distribution
Europe, Orient et dans toute la France continentale jusqu'à 2 200 mètres d'altitude.

## Statuts de protection
L'espèce n'est pas encore évaluée à l'échelle mondiale et européenne par l'UICN. En France elle est classée comme non préoccupante .

## Résistance aux herbicides
Dans l'enquête internationale sur les mauvaises herbes résistantes à des herbicides (International Survey of Herbicide Resistant Weeds), la matricaire inodore avait été classée en 1993 parmi les espèces résistantes aux herbicides auxiniques (groupe O de la classification HRAC des herbicides) à la suite d'une étude de 1975 portant sur les réponses de diverses populations de cette plante à des doses variées de MCPA (acide 2-méthyl-4-chlorophénoxyacétique).
Ce classement a été annulé en 2014 pour les raisons suivantes :
1. dans l'étude, le niveau de résistance entre populations sensibles et résistantes ne variait que de 2 à 2,5, alors que la norme retenue actuellement pour l'enquête est d'au moins 4 ; on considère en effet que le niveau de résistance aux herbicides dans les populations de mauvaises herbes peut varier  naturellement, même avant sélection, dans un rapport de 2 à 3 fois ;
2. l'espèce Tripleurospernum inodorum n'est normalement pas bien maîtrisée par le MCPA aux doses recommandées ;
3. aucun autre cas de résistance n'a jamais été signalé depuis cette étude malgré l'utilisation intensive des auxines synthétiques au niveau mondial[4].